# Mooswiese (Feuchtwangen)
Die Mooswiese (fränkisch Mooswies') – auch Mooswiesen-Messe genannt – ist ein jährlich stattfindendes Volksfest im fränkischen Feuchtwangen, nicht zu verwechseln mit der im Feuchtwanger Raum sogenannten hinteren Mooswiese (fränkisch Muuswies'), einem ebenfalls jährlich stattfindenden Volksfest im fränkisch-hohenlohischen Rot am See–Musdorf. Die hintere Muswies stellt das letzte große Volksfest in diesem Gebiet dar und findet im Oktober statt (die Woche richtet sich nach Burkhardi, dies ist in diesem Falle der 11. Oktober, an diesem Tag wurden seine Gebeine vom Sterbeort Homburg am Main in das von ihm begründete Würzburger Kloster überführt.), ursprünglich richteten sich beide Feste nach dem Gedenktag des Erzengels Michael.
In Feuchtwangen bestand die Urpfarrei St. Johannis, dieses Patrozinium ist Nachfolger der älteren, abgegangenen St. Michaels-Kapelle auf der Königshöhe/Michelsberg. Erst im 16. Jahrhundert wurde dieses Patrozinium auf die Friedhofskapelle übertragen. Der Gedenktag des Erzengels Michael ist der 29. September. In der Mooswiesen-Messe Ende September wird immer noch die Kirchweih dieser wahrscheinlich ersten Feuchtwanger Kirche begangen.
Der Begriff der „Mooswiesen-Messe“ jedoch deutet auf den Betrieb mit Fieranten hin, die früher hauptsächlich aus dem „württembergischen Ausland“ aus Matzenbach und Deufstetten kamen.
Das Fest hat eine über 450-jährige Tradition. Es findet in der zweiten Septemberhälfte jeden Jahres von Freitag bis zum darauffolgenden Dienstag statt.
Auf dem Mooswiesenfestplatz befinden sich Fahrgeschäfte, das Bier- und Weinzelt und in den umliegenden Straßen die Marktstände. Im Weinzelt wird täglich Live-Musik dargeboten. Ursprünglich befand sich der Festplatz näher an der Stadt, beim ehemaligen Schießhaus. Er wurde mit der Schaffung des jetzigen Omnibusbahnhofes, den Parkplätzen u. a. durch den Abriss des alten Schießhauses an seinen jetzigen Standort vor die alte Kläranlage verlegt.
Am Freitagabend wird gegen 18 Uhr mit dem Volksfestbetrieb gestartet und um 19 Uhr im Bierzelt erfolgt der Bieranstich durch den Bürgermeister. Am Samstag ist Messe- und Volksfestbetrieb mit einer Landmaschinenausstellung. Am Nachmittag findet der Schützenzug der örtlichen Schützengesellschaft 1459 Feuchtwangen mit Abholung des Stadtrats beim alten Rathaus am Marktplatz und anschließender Königsproklamation im Festzelt statt. Der Bürgermeister tanzt auf dem Marktplatz mit der Ober-Schützen-Liesel den „Pflasterwalzer“.
Sonntag wieder Messe- und Volksfestbetrieb mit der Landmaschinenausstellung, um 9 Uhr Festgottesdienst in der kath. Stadtpfarrkirche, um 10 Uhr Festgottesdienst in der evangelischen Stiftskirche, 10:30 Uhr Standkonzert in der Museumstraße, ab 13:30 Uhr Mooswiesenfestzug mit dem Auto- und Blumenkorso des ADAC-Ortsclubs Feuchtwangen. Der Festzug steht unter wechselnden Mottos und bewegt sich durch die Altstadt Feuchtwangens, im Jahr 2015 wurde der Festzug das 63. Mal durchgeführt. Er zeigt historische Ereignisse der Lokalgeschichte und präsentiert die Vereine des Ortes, begleitet von Blaskapellen aus Feuchtwangen und Umgebung und unter Teilnahme tausender Zuschauer. Das Besondere an diesem Festzug stellt u. a. die Bespannung der Fest-Wagen fast ausschließlich mit Pferdegespannen dar. Montag und Dienstag jeweils Messe- und Volksfestbetrieb mit der Landmaschinenausstellung, den Abschluss einer jeden Mooswiese bildet am Dienstagabend das „Große Brillant-Feuerwerk“ um 21 Uhr.